# Ołeksij Giżowski
Ołeksij Giżowski (ukr. Олексій Ґіжовський, ur. 1814, zm. w 1888 w Ulicznie) – ksiądz greckokatolicki, dziekan birczański w latach 1859–1876.
Żonaty, wyświęcony w 1842. W latach 1842–1845 wikary w Kwaszeninie, w latach 1845-1846 administrator tamże, w latach 1846–1849 administrator parafii w Uluczu-Dobrej. W latach 1849–1875 proboszcz parafii w Jaworniku Ruskim, w latach 1875–1876 proboszcz w Piątkowej. Od 1876 do śmierci proboszcz w Ulicznie. 
W latach 1859–1873 administrator dekanatu birczańskiego, od 1873 do 1876 dziekan birczański.
Jego córka Honorata była matką Stanisława Ludkewycza.